# Jerry Ahtola
Jerry Ahtola, född 25 mars 1986 i Åbo, är en finländsk ishockeyspelare. Han spelar sedan säsongen 2015/16 i HC TPS i FM-ligan. Tidigare spelade han i Lukko.